# Wipe
Anglický pojem wipe (česky otřít, smazat) označuje nevratné smazání počítačových dat. Na rozdíl od standardního postupu, kdy je "vymazaná" oblast disku pouze označena jako volná a s daty, která tam jsou uložena, se nic nedělá, při wipu dojde k smazání samotných záznamů. Může k němu dojít i chybou uživatele či působením viru.
Všechny bity souboru jsou obvykle přepsány nulami nebo jedničkami (různé programy používají různé postupy), jeho velikost nastavena také na nulu, soubor je přejmenován na náhodný sled znaků a až poté standardně "smazán". Tento postup by měl zaručit smazání nejen všech dat obsažených v daném souboru, ale i jakékoli nepřímé informace, že soubor vůbec někdy existoval. Opakovaný přepis snižuje možnost případné obnovy dat, jediný wipe však obvykle stačí.
Existuje několik programů určených k wipeování (viz níže), např. Wipe nebo Disk Wipe.

## Přenesené významy
Protože wipe je v podstatě synonymem pro datovou apokalypsu, začal se používat i v dalších oblastech, zvláště pak u online her, kde wipe označuje úplné smazání databáze postav, způsobené například technickými problémy, nebo také situaci, při níž umřou všichni členové skupiny (tzv. Total Party Kill).